# Ifejon
Ifejon (lat. Ipheion), rod lukovičastih trajnica iz porodice zvanikovki, dio potporodice lukovki. Postoje tri vrste uključene u rod i podtribus Leucocoryninae, a domovina su im Argentina (Gran Chaco), Čile i Urugvaj.

## Vrste
1. Ipheion sessile (Phil.) Traub
2. Ipheion tweedieanum (Baker) Traub
3. Ipheion uniflorum (Graham) Raf.